# Las Ventas con Peña Aguilera
Las Ventas con Peña Aguilera è un comune spagnolo di 1 440 abitanti situato nella comunità autonoma di Castiglia-La Mancia.